# Tima bairdii
Tima bairdii is een hydroïdpoliep uit de familie Eirenidae. De poliep komt uit het geslacht Tima. Tima bairdii werd in 1833 voor het eerst wetenschappelijk beschreven door Johnston. 